# Aliaga (Spagna)
Aliaga è un comune spagnolo di 422 abitanti situato nella comunità autonoma dell'Aragona.
Centro medievale, il paese è celebre per il suo castello, che si dice fosse appartenuto al Cid. Fra gli edifici più rappresentativi vanno segnalati la Iglesia de San Juan (Chiesa di San Giovanni), dalle connotazioni barocche (XVII secolo) e il santuario di Nuestra Señora de la Zarza, anch'esso del '600.